# Copiphana olivina
Copiphana olivina là một loài bướm đêm trong họ Noctuidae.